# (5673) McAllister
(5673) McAllister es un asteroide perteneciente al cinturón de asteroides descubierto el 6 de septiembre de 1986 por Edward Bowell desde la Estación Anderson Mesa (condado de Coconino, cerca de Flagstaff, Arizona, Estados Unidos).

## Designación y nombre
Designado provisionalmente como 1986 RT2. Fue nombrado McAllister en homenaje a Frances McAllister, filántropo humanitario y líder de Flagstaff, Arizona. Fundador de The Arboretum en Flagstaff, un centro de investigación de horticultura y plantas, patrocinó un programa que permitió a los estudiantes de secundaria observar P/Halley en 1985 y 1986 y ha ayudado considerablemente a mejorar la biblioteca y las instalaciones científicas del Observatorio Lowell.

## Características orbitales
McAllister está situado a una distancia media del Sol de 2,343 ua, pudiendo alejarse hasta 2,489 ua y acercarse hasta 2,197 ua. Su excentricidad es 0,062 y la inclinación orbital 1,601 grados. Emplea 1310,62 días en completar una órbita alrededor del Sol.

## Características físicas
La magnitud absoluta de McAllister es 13,5. Tiene 5,278 km de diámetro y su albedo se estima en 0,333. 